# Scylla (Datenbank)
Scylla ist ein verteiltes Datenbankverwaltungssystem für Datenbanken und zählt zu den sogenannten spaltenorientierten NoSQL-Datenbanksystemen. Es ist kompatibel zu Apache Cassandra, ist jedoch nicht in Java, sondern in C++14 geschrieben und laut Hersteller wesentlich schneller als Cassandra. Neben der kostenlosen Open-Source-Version bietet ScyllaDB noch eine kostenpflichtige Enterprise-Version an.
Außer beispielsweise IBM gehört auch Outbrain zu den Nutzern dieses Datenbankmanagementsystems.